# كوري براون
كوري براون (بالإنجليزية: Corey Brown)‏ (7 يناير 1994 ببريزبان في أستراليا - ) هو لاعب كرة قدم أسترالي في مركز الدفاع. شارك مع منتخب أستراليا تحت 17 سنة لكرة القدم ومنتخب أستراليا تحت 20 سنة لكرة القدم ومنتخب أستراليا الوطني لكرة القدم تحت 23 سنة. أما مع النوادي، فقد لعب مع نادي بريزبان رور.

## وصلات خارجية
- كوري براون على موقع قاعدة بيانات كرة القدم.إي يو (الإنجليزية)
- كوري براون على موقع Soccerway.com (الإنجليزية)
- كوري براون على موقع عالم كرة القدم.نت (الإنجليزية)